# Leonard Hanson
Leonard Hanson (ur. 1 listopada 1888 w Bradford, zm. 27 października 1949 tamże) – brytyjski gimnastyk, medalista olimpijski.
Uczestniczył w rywalizacji podczas IV Letnich Igrzysk Olimpijskich rozgrywanych w Londynie w 1908 roku. Wystartował tam w jednej konkurencji gimnastycznej. W wieloboju indywidualnym mężczyzn zakończył rywalizację na 85. miejscu wynikiem 121 punktów.
Cztery lata później uczestniczył w rywalizacji na V Letnich Igrzyskach olimpijskich rozgrywanych w Sztokholmie w 1912 roku. Startował tam w dwóch konkurencjach gimnastycznych. W wieloboju indywidualnym, z wynikiem 121,25 punktu, zajął 12. miejsce na 44 startujących zawodników. W wieloboju drużynowym w systemie standardowym zajął z drużyną trzecie miejsce, przegrywając jedynie z drużynami włoską i węgierską.
Reprezentował barwy klubu Bradford All Saints.